# Calle Yan'an

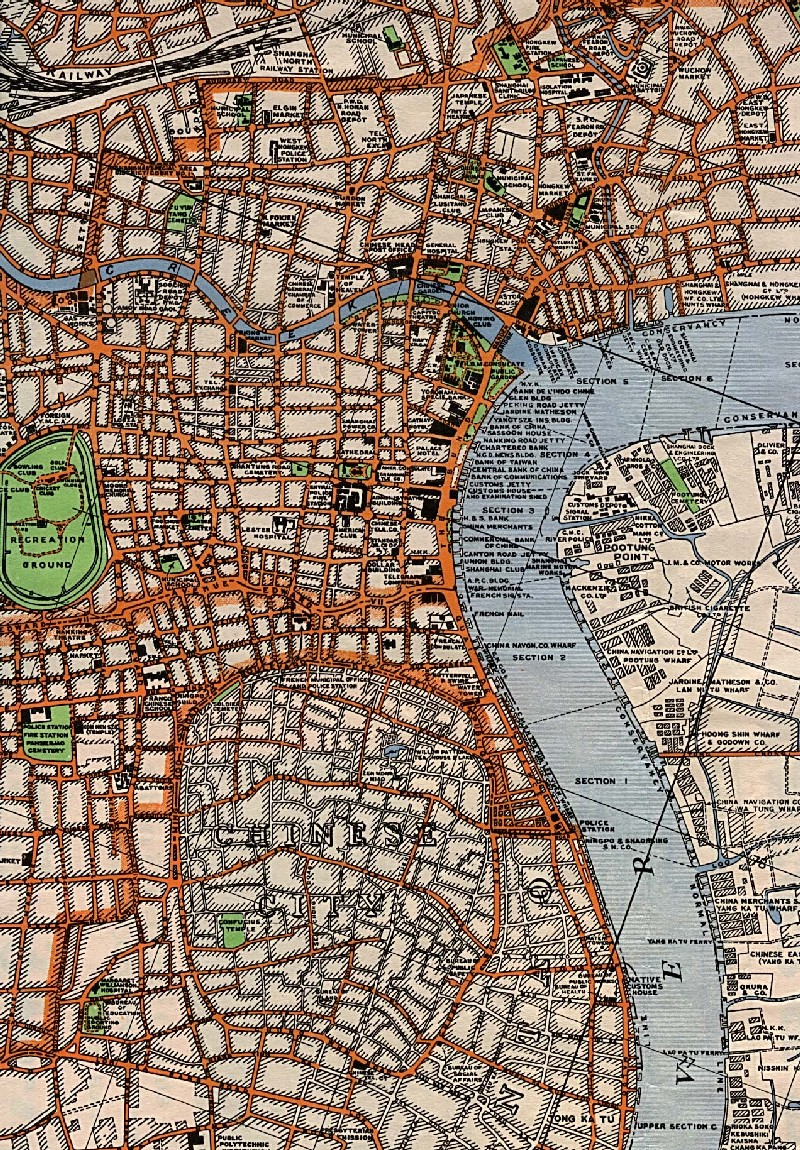
En este mapa de Shanghái de 1933, Avenue Edward VII (ahora Yan'an Road East) se extiende de este a oeste por el centro del mapa.

Yan'an Road es una calle importante de Shanghái, China con dirección este-oeste que pasa por el centro de la ciudad. La moderna Yan'an Road tiene tres secciones, que reflejan las tres calles conectadas que existían hasta 1945: Avenue Edward VII, Avenue Foch y Great Western Road. Estas calles fueron unidas bajo un mismo nombre por el gobierno de la República de China en 1945, y fueron renombradas a comienzos de la década de 1950 después de que el Partido Comunista de China se apoderara de Shanghái. La calle se llama así en honor a Yan'an, la base comunista durante la guerra civil china.

## Yan'an Road East

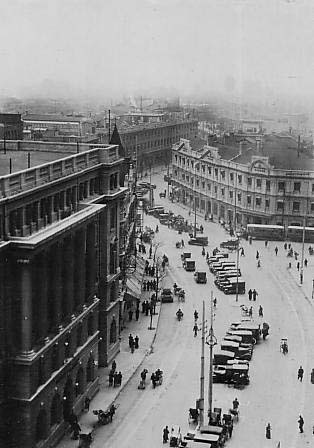
La Avenue Edward VII antes de la Segunda Guerra Mundial.

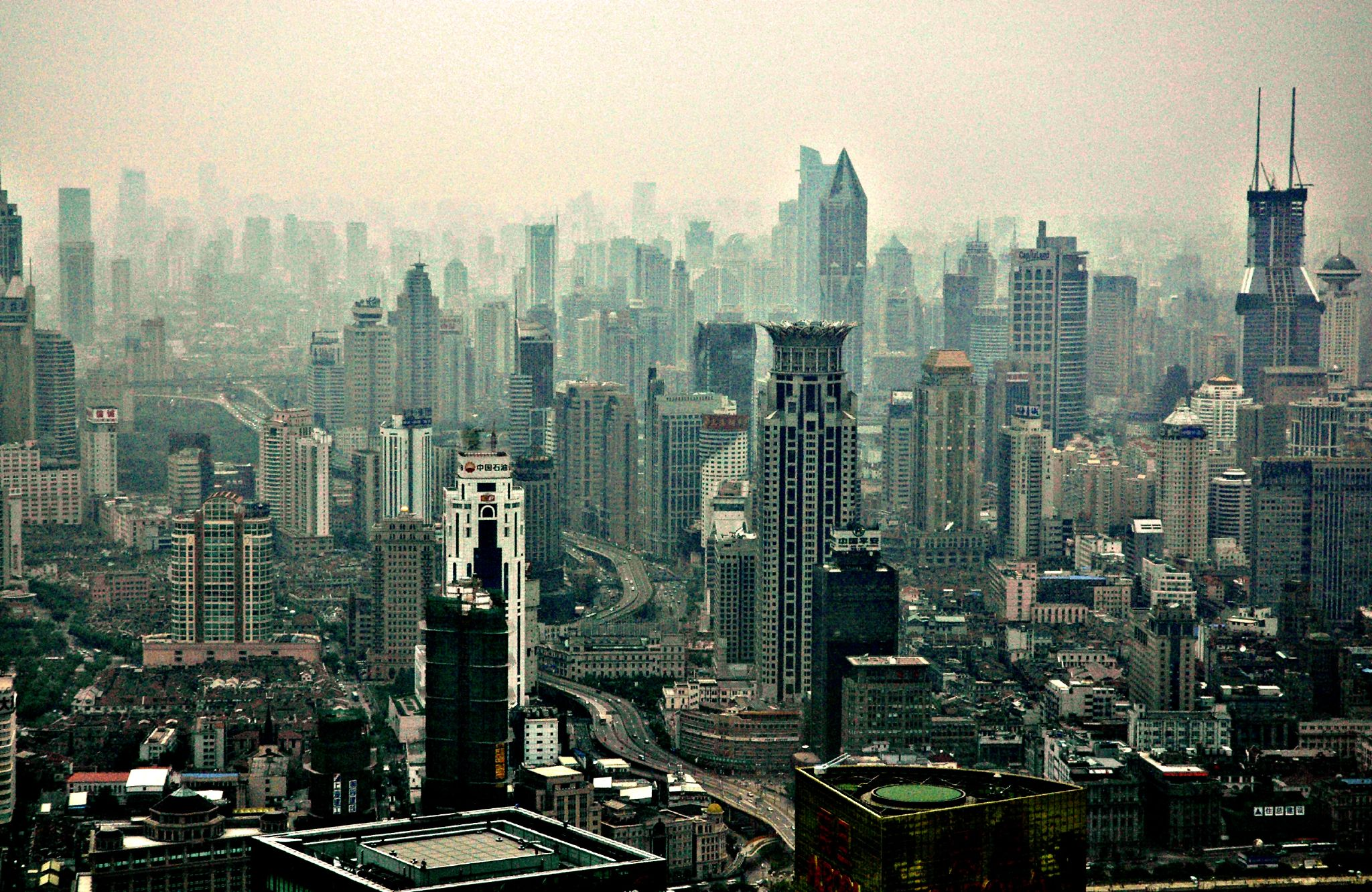
Bosque de rascacielos: vista aérea de Yan'an Road East (la autopista elevada en el centro) en la década de 2000.

Yan'an Road East se extiende desde el extremo sur del Bund en el este hasta Xizang Road (cerca de la Plaza del Pueblo y el centro tradicional de Shanghái) en el oeste. Yan'an Road East sigue el trazado de un antiguo canal, el West Yangjing Bang (el East Yangjing Bang estaba en el lado este del Río Huangpu; ambos estaban más conectados cuando el río era un pequeño afluente del Río Suzhou).
El Yangjing Bang (también escrito antiguamente Yang-ching-bang) era el límite entre la Concesión Británica (posteriormente parte de la Concesión Internacional de Shanghái) en el norte, y la Concesión Francesa de Shanghái en el sur. También estaba cerca de la ciudad amurallada china. La mezcla de nacionalidades en esta zona dio origen al nombre chino "Inglés de Yangjing Bang" para el Pidgin inglés-chino.
En 1914-15, las autoridades de las dos concesiones cooperaron para rellenar Yangjing Bang. El antiguo canal, junto con dos calles estrechas que discurrían al lado de él, se convirtieron en una ancha e importante avenida. En 1916, las dos autoridades acordaron llamar la nueva calle "Avenue Edward VII", en honor a Eduardo VII del Reino Unido. En 1943, como parte del cambio de los nombres "occidentales" de las calles de Shanghái, el gobierno títere que colaboraba con la ocupación japonesa renombró la calle "Great Shanghai Road". En 1945, el gobierno de la República de China, tras recuperar Shanghái al final de la Segunda Guerra Mundial, renombró la calle "Zhongzheng Road East", en honor a Chiang Kai-shek. El nuevo gobierno comunista de Shanghái la renombró Yan'an Road East en 1950 como parte del cambio de nombres de calles y parques con nombres de personajes del Kuomintang
El extremo este de Yan'an Road East contiene un grupo de rascacielos históricos de comienzos del siglo XX. Más hacia el oeste, la calle está llena de grandes rascacielos contemporáneos, así como varios edificios de oficinas gubernamentales. Otros importantes lugares históricos en Yan'an Road East son el Museo de Historia Natural de Shanghái, el centro de ocio Great World y el Salón de Conciertos de Shanghái.

## Yan'an Road Central

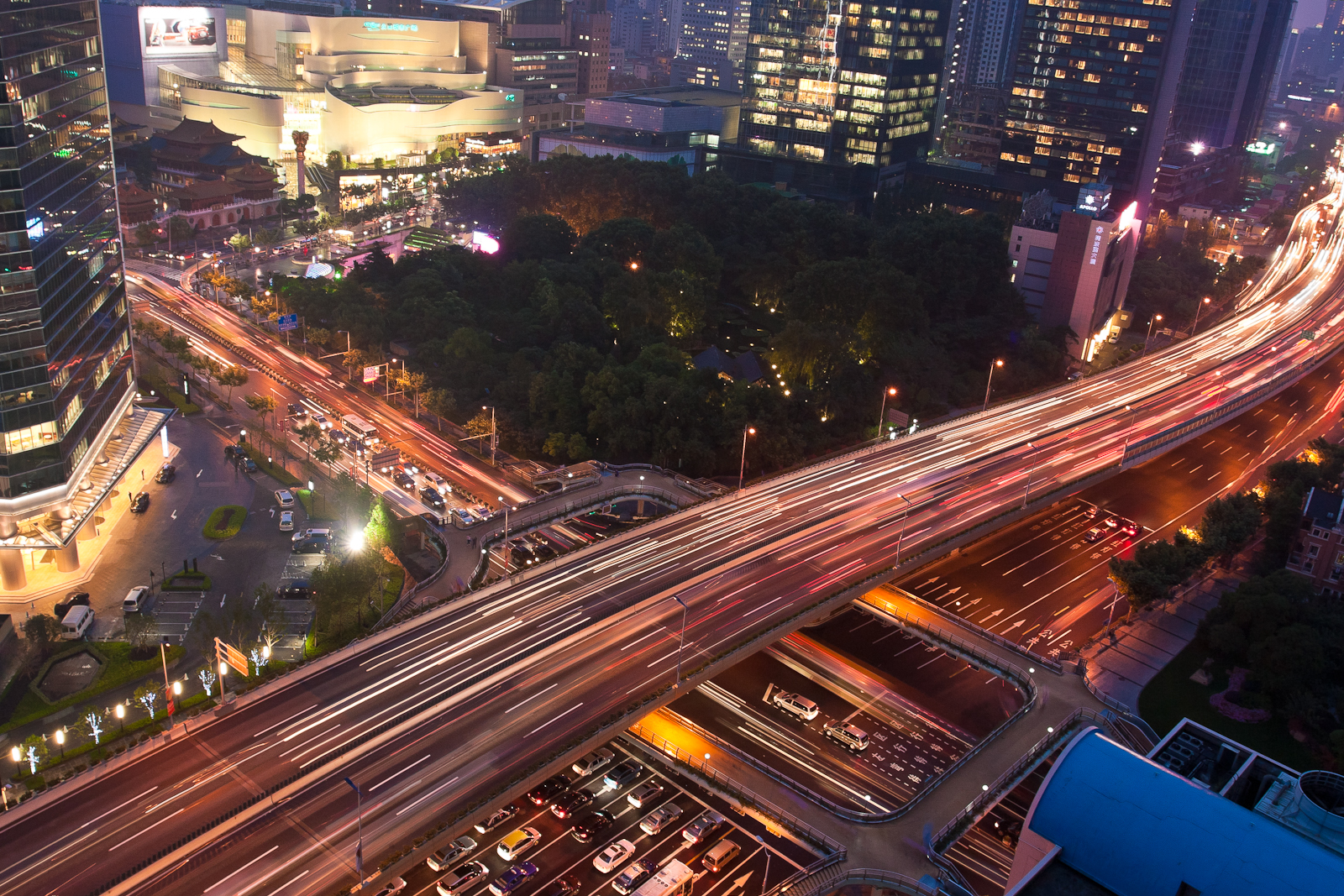
Vista aérea de una sección de Yan'an Road Central. El Templo Jing’an es visible en la izquierda.

Yan'an Road Central también sigue el curso de un pequeño canal (Chang Bang). Este canal también fue la frontera entre la Concesión Internacional y la Concesión Francesa después de que ambas concesiones se expandieron hacia el oeste en 1899 y 1914, respectivamente. En 1920, el canal fue rellenado, y las autoridades de la concesión acordaron llamarla Avenue Foch, en honor al mariscal francés Ferdinand Foch. En 1943 fue renombrada "Luoyang Road", en 1945 fue renombrada "Zhongzheng Road Central", en honor a Chiang Kai-shek, y en 1950 fue renombrada Yan'an Road Central.
Yan'an Road Central contiene muchos edificios residenciales y de oficinas. En ella se sitúa el neoclásico Centro de Exposiciones de Shanghái, importante monumento de la ciudad.

## Yan'an Road West

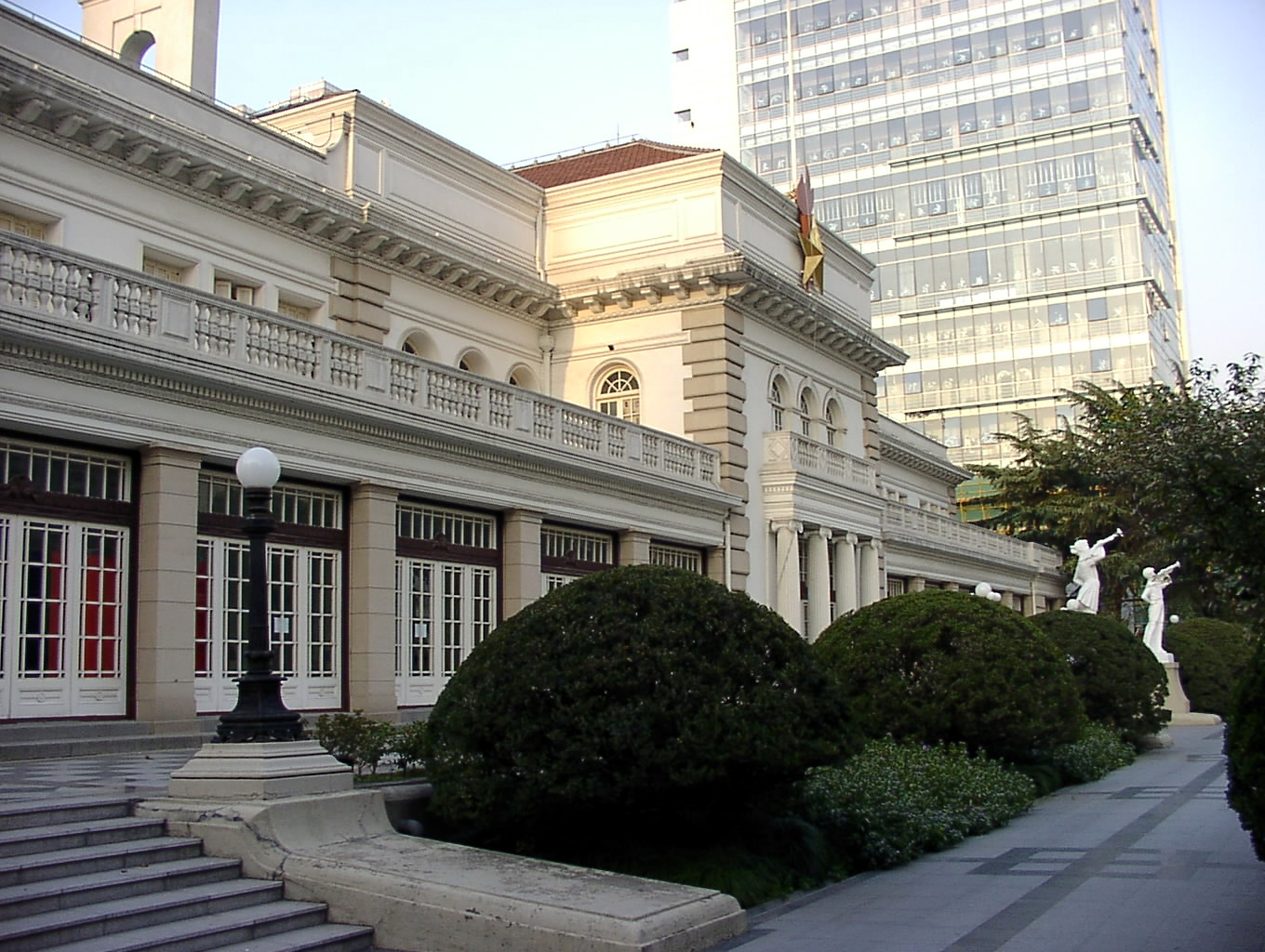
El "Marble Hall" de Kadoorie, ahora Palacio Municipal de la Infancia, en Yan'an Road West.

Yan'an Road West se extiende desde el extremo oeste del centro de Shanghái hasta el Aeropuerto Internacional Hongqiao, en lo que fueron los suburbios occidentales de Shanghái, pero que ahora están muy urbanizados. Yan'an Road West fue construida por el consejo municipal de la Concesión Internacional en dos partes. La parte oriental se construyó en 1910, con la extensión occidental de la Concesión Internacional, obtenida al rellenar otro canal, Chaixing Bang. La parte occidental fue construida en 1922 más allá de la frontera oeste de la concesión (una tierra apropiada de facto para extender la autoridad de la concesión más allá de las fronteras acordadas). La calle se llamó Great Western Road. En 1943 se renombró "Chang'an Road", y en 1945 Zhongzheng Road West, y en 1950, Yan'an Road West.
El este de Yan'an Road West contiene varias mansiones históricas, como Kadoorie's House. Hacia el oeste, Yan'an Road West daba antiguamente acceso a varias grandes fincas suburbanas y retiros de campo propiedad o usadas por miembros de las élites de la Concesión Internacional, incluido un club de golf que es en la actualidad el Zoológico de Shanghái. En su extremo occidental había un pequeño aeródromo. En la actualidad, la calle pasa por varios grupos de grandes edificios comerciales, incluidos hoteles, y varios retiros situados en grandes espacios verdes, reservados para el uso de las élites del Partido Comunista Chino y el ejército. En su extremo occidental, cruza la Carretera de Circunvalación Exterior y se convierte en First Yingbin Road, la calle de entrada al Aeropuerto Internacional Hongqiao. La Estación de West Yan'an Road es una estación del Metro de Shanghái.

## Desarrollo después de 1950

Yan'an Road con respecto a la red principal de calles de Shanghái.

En 1989 se construyó el Túnel de Yan'an Road East, conectando Yan'an Road con Lujiazui en Pudong, en el lado este del Río Huangpu.
Entre 1995 y 1997, se construyó una autopista elevada a lo largo de Yan'an Road, como el eje este-oeste de una red de autopistas elevadas urbanas, que comenzaba en el oeste en el Aeropuerto de Hongqiao y acababa en el este con un giro a la izquierda por una rampa a la calle superficial del Bund. En 2008, para mejorar el paisaje urbano en esta zona de la ciudad, se demolió la sección oriental de esta autopista, desde el Museo de Historia Natural de Shanghái hasta el Bund, sustituida en parte por el Túnel del Bund, por el que el cual los coches se canalizan hacia una nueva calle subterránea bajo el Bund.